# Digitonin
Digitonin, auch Digitin, ist ein natürliches Steroid-Glycosid.

## Vorkommen

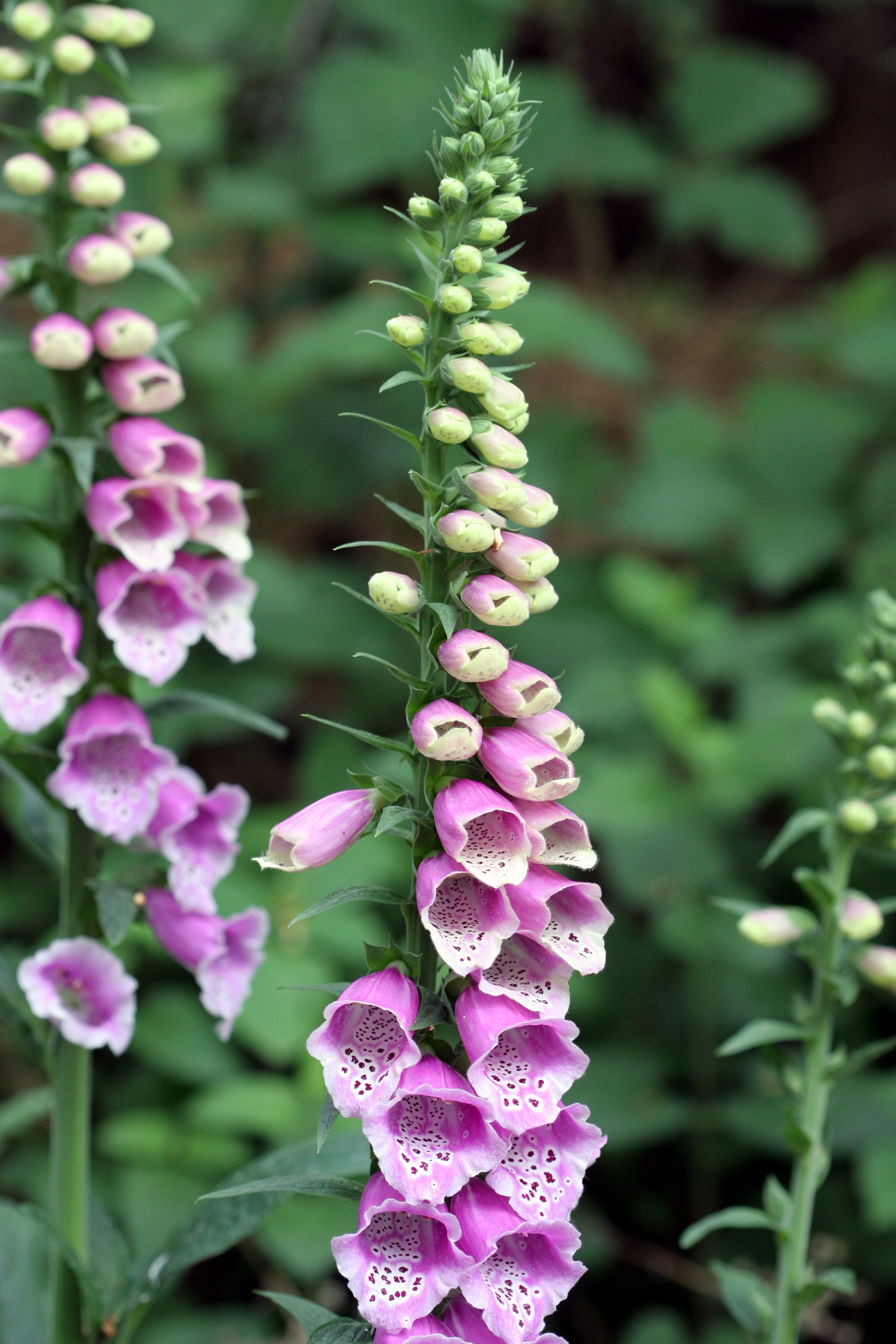
Roter Fingerhut (Digitalis purpurea)

Das Glycosid aus der Gruppe der Saponine (Steroidsaponine) kommt im Samen des Fingerhuts Digitalis purpurea vor.

## Struktur und Eigenschaften
Das Steroid Digitogenin ist das Aglycon, welches mit einem verzweigten Pentasaccharid glykosyliert ist. Wie die meisten Saponine ist auch Digitonin giftig, es bewirkt die Auflösung der roten Blutkörperchen durch Zerstörung der Zellmembran (Hämolyse).

### Photolumineszenzeigenschaften von mit Basen behandelter Digitonin
Durch Zugabe von ein paar Tropfen einer starken Base in der wässrigen Digitonin-Lösung entsteht eine fluoreszierende Lösung mit einem Emissionsmaximum bei 460 nm. Diese Lösung fluoresziert bläulich unter UV-Licht. Dieses Phänomen beruht auf dem AIE-Effekt (Aggregation-induced emission).
Die starke Base deprotoniert Hydroxygruppen des Zuckerrests, was zu verstärkter Bildung von Wasserstoffbrückenbindungen zwischen den Digitonin-Molekülen führt. Diese intensiveren inter- und intramolekularen Wechselwirkungen bewirken, dass sich die Moleküle einander annähern (verstärkte Aggregation) und die Rotation um die C-O-Einfachbindung verhindert wird. Die vorhandene Rotationsenergie steht nun für die Anregung der Elektronen auf höhere Zustände zur Verfügung. Dies bedingt die Lichtemission von Digitonin.
Die Photolumineszenz-Intensität von Digitonin ist pH-abhängig. Unter den Zuckern (Galactose, Glucose und Xylose) hat Xylose den niedrigsten {\displaystyle pk_{s}}, was darauf hindeutet, dass die Hydroxylgruppen von Xylose bei pH 11,5 deprotoniert werden. Bei einem pH-Wert von 14 wird das System nicht-lumineszent und verhält sich wie reines Digitonin. Dies ist darauf zurückzuführen, dass bei weiterer Erhöhung des pH-Werts die repulsiven Wechselwirkungen zwischen den Molekülen die attraktiven Wasserstoffbrücken- und Ion-Dipol-Wechselwirkungen überwiegen, was zu einer Abnahme der Emissionsintensität führt. Die Photolumineszenz-Intensität des basischen Digitonins nimmt ebenfalls ab, wenn der pH-Wert von 11,5 auf 2,7 abnimmt.

## Herstellung
Zur Abtrennung von Digitonin werden die Samen gepulvert und mit Ether oder Sheerwood-Öl entfettet. Nach dem Trocknen an der Luft wird das Feinpulver zweimal sukzessiv mit Alkohol, zum Beispiel Methanol, unter Rückfluss extrahiert. Das Methanol wird abschließend wieder abdestilliert und das Digitonin Rohprodukt ist entstanden. Zur Reinigung des Digitonins werden oft chromatografische Methoden eingesetzt.

## Verwendung
Digitonin ist ein mildes nichtionisches Tensid. Es wird in der Biochemie zur Solubilisierung von Membranproteinen, zur Permeabilisierung von Zellmembranen und zur Präzipitation von Cholesterin genutzt. Cholesterin ist durch Fällung mit Digitonin noch in einer Verdünnung von 1:10.000 nachweisbar.

### Einblick in das Zytoskelett
Die Behandlung mit Digitonin führt zur Freisetzung von Großteilen oder allen zytoplasmatischen Proteinen, verursacht jedoch keinen Verlust von membranlimitierten Organellen wie Mitochondrien, endoplasmatischem Retikulum und Lysosomen aus den Zellen. Die funktionale Integrität der Mitochondrien in den mit Digitonin behandelten Zellen ist genauso gut wie oder sogar besser als die von isolierten Mitochondrien.
Der Verlust zytoplasmatischer Färbematerialien ermöglicht daher die Visualisierung eines umfangreichen zytoskelettalen Netzwerks aus Filamenten. Digitonin ist daher sowohl nützlich, um die Plasmamembran selektiv permeabel zu machen, als auch, um das Erscheinungsbild intrazellulärer Strukturen wie Mikrofilamente zu intensivieren, die in Zellen wie Hepatozyten normalerweise schwer zu beobachten sind. Die Verwendung von Digitonin in relativ niedrigen Konzentrationen (0,005 % – 0,015 %) erhöhte wirksam die Permeabilität von Ehrlich-Aszites-Tumorzellen für zytoplasmatische Proteine sowie kleine Moleküle.